# Femme assise sur un banc (Monet)
Pour les articles homonymes, voir Femme assise sur un banc.
Femme assise sur un banc est un tableau réalisé par le peintre français Claude Monet vers 1874 à Argenteuil, en région parisienne. Cette huile sur toile représente une femme assise sur un banc contre lequel elle a posé son ombrelle fermée. Acquise en 1926 avec l'aide de l'Art Fund, l'œuvre fait partie des collections de la Tate, mais elle se trouve en dépôt à la National Gallery, à Londres, au Royaume-Uni.